# Малые Козубы
Малые Козубы (укр. Малі Козуби) — село,
Калашниковский сельский совет,
Полтавский район,
Полтавская область,
Украина.
Код КОАТУУ — 5324081304. Население по переписи 2001 года составляло 49 человек.

## Географическое положение
Село Малые Козубы находится на расстоянии в 0,5 км от сёл Сердюки, Калашники и Михайлики.